# Grönhättad eremomela
Grönhättad eremomela (Eremomela scotops) är en fågel i familjen cistikolor inom ordningen tättingar.

## Utseende och läte
Grönhättad eremomela är en rätt liten och vacker sångarlik fågel. På rygg och hjässa är den olivgrön, bröstet är vitaktigt och buken varierar geografiskt från vitaktig till gul. Den skiljer sig från andra eremomelor genom den olivgröna hjässan. Bland lätena hörs serier med låga visslingar och grova "brrit", ibland avgivna upprört av en hel grupp fåglar.

## Utbredning och systematik
Grönhättad eremomela delas in i fem underarter med följande utbredning:
- Eremomela scotops pulchra (inklusive extrema[5]) – Angola, Kongo-Kinshasa, Zambia, västra Malawi, nordöstra Namibia och norra Botswana
- Eremomela scotops congensis – sydöstra Gabon till Kongo-Brazzaville, nordvästra Kongo-Kinshasa och norra Angola
- Eremomela scotops citriniceps – Uganda till västra Kenya och västra Tanzania
- Eremomela scotops kikuyuensis – högländerna i centrala Kenya
- Eremomela scotops scotops (inklusive occipitalis och chlorochlamys[5]) – förekommer i östra Kenya till Tanzania, Malawi, Zimbabwe, östra Botswana, Moçambique, nordöstra Sydafrika (Limpopo söderut till norra KwaZulu-Natal) och norra Swaziland

### Familjetillhörighet
Cistikolorna behandlades tidigare som en del av den stora familjen sångare (Sylviidae). Genetiska studier har dock visat att sångarna inte är varandras närmaste släktingar. Istället är de en del av en klad som även omfattar timalior, lärkor, bulbyler, stjärtmesar och svalor. Idag delas därför Sylviidae upp i ett antal familjer, däribland Cisticolidae. 

## Levnadssätt
Grönhättad eremomela hittas i öppna lövskogar och fuktig savann. Den är en aktiv och rastlös fågel som vanligen ses i små flockar, ofta tillsammans med andra fågelarter.

## Status
Arten har ett stort utbredningsområde och beståndet anses stabilt. Internationella naturvårdsunionen IUCN listar den därför som livskraftig (LC).

## Namn
Släktesnamnet Eremomela som också återspeglas i fåglarnas trivialnamn betyder "ökensång", efter grekiska eremos för "öken" och melos, "sång" eller "melodi".